# Mastigophorus augustus
Mastigophorus augustus là một loài bướm đêm trong họ Noctuidae.